# Mai 2010

## Faits marquants
- 1er mai :
  - Fête du travail. 350 000 manifestants en France selon les syndicats.
  - Chine : ouverture de l'exposition universelle de Shanghaï.
  - Attentat à New York à l'aide d'une voiture piégée sur Times Square.
- 2 mai: mort de Kama Chinen, dernière personne survivante de 1895.
- 3 mai: discours du président iranien boycotté à l'ONU.
- 4 mai : coup de mer sur la Côte d'Azur.
- 5 mai :
  - Première diffusion de la saison 6 de Lost en France sur TF1.
  - Titre de champion de France de football de l'Olympique de Marseille.
- 6 mai : élections législatives au Royaume-Uni. Victoire des conservateurs emmenés par David Cameron mais sans majorité à la Chambre des communes.
- 7 mai :
  - journée noire sur les marchés boursiers. Le CAC 40 à Paris abandonne plus de 4 % sur fond de rumeurs sur la dette espagnole ;
  - BP installe un dôme de confinement pur colmater la fuite pour limiter la marée noire sur les côtes de Louisiane. C'est un échec.
- 8 mai : cérémonies du 65e anniversaire de la victoire du 8 mai 1945. Nicolas Sarkozy s'est rendu à Colmar pour rendre hommage aux malgré-nous.
- 9 mai :
  - 60e anniversaire de la déclaration de Robert Schumann, acte de naissance fondateur de l'Europe.
  - Élections régionales en Rhénanie-du-Nord-Westphalie : la coalition noire-jaune de Jürgen Rüttgers est battue par la coalition rouge-verte de Hannelore Kraft, qui rate la majorité absolue d'un siège.
- 10 mai :
  - Folle journée sur les marchés boursiers à la suite du plan d'aide européen sans précédent. La bourse de Paris gagne 9,66 %.
  - TF1 annonce l'arrêt d'Attention à la marche ! après dix ans d'antenne [1] et 100 victoires pour Christophe, le champion de Tout le monde veut prendre sa place.
  - En Irak plusieurs attentats font 119 morts.
- 11 mai :
  - David Cameron est nommé Premier ministre du Royaume-Uni, succédant à Gordon Brown.
  - Raymond Domenech annonce la composition de l'équipe de France. 30 joueurs sont finalement retenus et Karim Benzema et Patrick Vieira sont absents.
- 12 mai :
  - Inauguration du centre Pompidou-Metz, premier grand musée national délocalisé en province, par Nicolas Sarkozy.
  - À Tripoli en Libye le crash du vol 771 Afriqiyah Airways fait 103 morts et 1 survivant.
- 13 mai :
  - Benoît XVI en visite officielle à Fátima au Portugal. 500 000 fidèles réunis pour la messe.
- 14 mai :
  - 400e anniversaire de l'assassinat d'Henri IV.
  - Nouvelle journée noire sur les marchés boursiers européens dans le sillage de Wall Street. Le CAC 40 à Paris abandonne à nouveau plus de 4 %[2]. Le plan d'aide de l'UE ne rassure plus.
  - Lancement de la navette spatiale Atlantis à destination de la station spatiale internationale pour sa dernière mission.
  - Lors des manifestations politiques thaïlandaises de 2010; De nouvelles violences entre militaires et manifestants à Bangkok en Thaïlande, le bilan est de 29 morts et 221 blessés[3].
- 15 mai :
  - Accusation contre Roman Polanski, en plein Festival de Cannes de l'actrice Charlotte Lewis qui l'accuse de l'avoir violée en 1984 alors qu'elle avait 16 ans.
  - 6e nuit européenne des musées. Plus de 2 500 établissements participent en France dont le Grand Palais à Paris qui connait un record d'affluence.
- 16 mai : Clotilde Reiss est de retour en France au lendemain de sa libération par les autorités iraniennes[4].
- 17 mai :
  - 20e anniversaire de la suppression de l'homosexualité en tant que maladie mentale par l'Organisation mondiale de la santé.
  - Assaut imminent des troupes gouvernementales à Bangkok en Thaïlande alors que les heurts entre militaires et manifestants se poursuivent. Le bilan est maintenant de 33 morts dont un leader des "chemises rouges". L'arbitrage par les Nations unies a été demandé et la rentrée scolaire repoussée d'une semaine dans la capitale thaïlandaise.
  - Paris décide de renvoyer Ali Vakili Rad, l'assassin de Bakhtiar en Iran après avoir purgé une peine de 18 ans de prison.
  - 5e anniversaire de YouTube.
- 18 mai :
  - Thaïlande : les chemises rouges acceptent une offre de médiation du sénat écartée par le gouvernement.
  - La région des pays de la Loire passe au tout numérique.
  - Célébration des 120 ans de la naissance de Hô Chi Minh.
- 19 mai :
  - Thaïlande : l'assaut donné sur le camp retranché par l'armée. Les «chemises rouges» se rendent. Les manifestants antigouvernementaux incendient une vingtaine de bâtiments dont la bourse et le siège d'une chaîne de télévision. Il y a 5 morts dont un journaliste italien et 100 personnes bloquées dans l'immeuble de la chaîne de télévision.
  - Le Pakistan bloque le réseau social YouTube à la suite du concours lancé sur Facebook par un usager et intitulé « La journée des dessins de Mahomet »
- 20 mai :
  - fusillade sur l'A4 dans le Val-de-Marne. Une policière est en état de mort clinique.
  - Le Pakistan bloque le site internet de partage de vidéos YouTube à la suite du concours lancé sur Facebook par un usager et intitulé « La journée des dessins de Mahomet »
- 21 mai : Google diffuse pour la première fois, à l'occasion des 30 ans de Pac-Man, un Doodle interactif qui fut proposé pendant 3 jours.
- 23 mai :
  - Diffusion de l'épisode final de la saison 6 de Lost, Les disparus, aux États-Unis qui marque la fin d'une des séries les plus marquantes de la décennie
  - Clôture du 63e festival de Cannes. La palme d'or est attribué à Lung Boonmee raluek chat de Apichatpong Weerasethakul, film thaïlandais.
- 27 mai : un tsunami touche les Îles Aléoutiennes et la Nouvelle-Calédonie.
- 28 mai:
  - Déraillement d'un train dans la région du Bengale occidental en Inde faisant environ 150 morts, la rébellion naxalite est mise en cause.
  - Attaques de Lahore du 28 mai 2010 contre 2 mosquées causant une centaine de morts.
  - Le comité exécutif de l'UEFA décide d'attribuer le championnat d'Europe de football 2016 à la France.
- 29 mai:
  - Lena Meyer-Landrut remporte le Concours Eurovision de la chanson 2010 en représentant l'Allemagne avec la chanson Satellite, avec un total un total de 246 points devant la Turquie, la Roumanie, le Danemark et l'Azerbaïdjan au Telenor Arena, rebaptisé pour l'occasion Fornebu Arena, à Oslo en Norvège.
  - Taïg Khris bat le record du monde de saut en roller en s'élançant du première étage de la tour Eiffel (40 mètres) et atterrissant sur la plus grande rampe de roller jamais construit au monde (30 mètres). Il est resté en chute libre sur environ douze mètres, puis se restabilisant sur la rampe, avant de toucher la pelouse du Champ-de-Mars. Il reproduit cet exploit une deuxième fois, juste après son premier saut.
- 30 mai : premier tour des élections présidentielles en Colombie pour désigner le successeur d'Álvaro Uribe.
- 31 mai :
  - La marine israélienne intercepte une flottille humanitaire internationale.
  - Démission du président allemand Horst Köhler.

## Événements prévus
- 25, 27 mai et 29 mai :
  - Europe : demi-finales et Finale du concours Eurovision de la chanson 2010 au Telenor Arena, rebaptisé pour l'occasion Fornebu Arena, à Oslo en Norvège.
- 28 mai :
  - Sortie de l'iPad d'Apple Computer en France.
  - Annonce du pays organisateur du championnat d'Europe de football 2016.
- 30 mai :
  - Élections présidentielles en Colombie.

## Culture

### Cinéma

#### Films sortis en France en mai 2010
- 5 mai :
  - L'amour c'est mieux à deux
- 12 mai :
  - Robin des Bois
- 26 mai
  - Prince of Persia : Les Sables du Temps

## Sport
- 22 mai:
  - (Football)

L’Inter de Milan remporte la Ligue de champions contre le Bayern Munich 2-0 grâce à un doublé de Milito
- 29 mai:
  - (Rugby à XV) : L'ASM Clermont Auvergne remporte pour la première fois de son histoire le Championnat de France de rugby en s'imposant 19-06 en finale face à l'USA Perpignan.